# Гідроксамові кислоти
Гідроксамові кислоти (рос. гидроксамовые кислоты, англ. hydroxamic acids) — хімічні сполуки RC(=O)NHOH, похідні від оксокислот RkE(=O)l(OH)m (l ≠0) при заміні -ОН на -NHOH та їх гідрокарбільні похідні.
Окремі сполуки називаються як N-гідроксиаміди (N-hydroxy amides). Слабкі кислоти. Гідролізуються до карбонових кислот, група NHOH замінюється на NH2, NHNH2, відновлюються до амідiв або нітрилiв, оксидуються до карбонових кислот. Алкілювання та ацилювання відбувається переважно по оксигрупі. При дегідратації зазнають перегрупування Лоссена.